# Rossiccio
Rossiccio è una gradazione di marrone tendente al rossastro.
Il nome inglese di questo colore, russet, deriva da un panno ruvido fatto di lana e tinto con guado e robbia per dargli un tenue grigio o rossastro, tonalità marrone. Secondo lo statuto del 1363, i poveri inglesi dovevano indossare il russet. Si tratta in ogni modo di un termine abbastanza generico, potendo significare, come il suo analogo inglese, anche "color ruggine" o "rosso bruno".
Dal nome inglese deriva quello di una patata (russet potato) con buccia marrone scuro e pochi occhi, polpa bianca, secca, morbida e farinosa, adatta per cottura al forno, purè e patate fritte, conosciuta anche come patata Idaho negli Stati Uniti.